# Herchensole
Herchensole ist eine Wüstung zwischen Riestedt und Annarode, bei Pölsfeld im Landkreis Mansfeld-Südharz in Sachsen-Anhalt, Deutschland.

## Lage
Herchensole lag in der heutigen Gemarkung des Allstedter Ortsteils Pölsfeld. Die Dorfstätte lag dabei westlich der Straße von Annarode nach Riestedt, 500 m südöstlich von Pölsfeld an der Quelle eines in Richtung Pölsfeld fließenden kleinen Baches. Die Flur betrug laut Erich Neuß mindestens acht Hufen und ist in der von Pölsfeld aufgegangen.

## Geschichte
Bei Herchensole soll es sich um eine Rodungssiedlung gehandelt haben. Ihre Entstehungszeit ist unklar. Sie ist vermutlich nach dem 14. Jahrhundert wüst gefallen. Weit länger hielt ein Wachturm an der alten Dorfstelle, der erst im 16. Jahrhundert aufgegeben wurde. Der Autor Neuß berichtete von einem gut erhaltenen Dorfteich und von sichtbaren Resten des Wachturms.
Herchensole wurde 1246 urkundlich erwähnt, als Burchard, der Burchgraf von Magdeburg, dem Kloster Kaltenborn zwei Hufen und zwei Höfe in Herchensale für zwei Pfund aus seinem Eigengut verkaufte. Am 24. August 1254 verkaufte dann Burchard de Monte mit Einwilligung seines Bruders, ebenfalls Burchard, dem Kloster Kaltenborn zwei weitere Hufen in Herchensole für acht Pfund.
Am 4. Januar 1347 wird Hertzensole in einem Schiedsspruch zwischen Erzbischof Otto und Herzog Magnus von Braunschweig zum Amt Sangerhausen gehörig bezeichnet.
Zusammen mit Herchensol verkaufte 1430 Landgraf Friedrich von Thüringen einem Friedrich von Morungen-Asseburg die Herrschaft Grillenberg als erbliches eigen.
Im Jahre 1349 schenkten die Grafen Burchard und Otto von Hardeck (Burggrafen zu Magdeburg) dem Kloster Kaltenborn drei Höfe und drei Hufen in Herchensale zusammen mit drei Ackern und 32 Morgen Gehölz ebenda. Im Jahre 1394 wurde dann Herchinsol von den Landgrafen von Thüringen dem neuen Amt Grillenberg zugeordnet. 1400 gab Heydekensol im Banne Kaltenborn zwei Solidi Prokuratsgebür. 1422 wird der Ort zwei Mal als Heidensall und Heidensoln benannt.
Am 17. Februar 1472 stellte der Rat von Sangerhausen für ein Jahr einen Hermann Zoiph zum Wächter auf dem Turm zu Herchensole an. Dieser sollte die Straßen sichern und den Hans von Morungen zustehenden Zoll sichern. Der Turm zu Hergensola wurde 1513 erneut erwähnt.
Am 12. Januar 1521 begann die Beziehung der mansfeldischen Berggrenze in Herckensöle. Am 4. Februar 1522 gab es eine Verhandlung mit den Grafen von Mansfeld zwecks Abteufung eines Schachts bei Herckensole.
Im Jahre 1547 wird Herchensola als Wüstung benannt, die zu den unmittelbaren Besitzungen des Amtes Sangerhausen gehörte. 1563 werden zwei Schächte zwischen Hergensoll und Emseloh benannt. Zuletzt kam es am 1. April 1567 zu einem Vorfall bei HerrichenSole am wüsten Turm, als fünf Wagen aus Annarode von Wegelagern aufgehauen wurden.